# Сиверт
Сиверт (енгл. sievert; симбол: Sv) је СИ изведена јединица еквивалентне дозе радијације, и као таква је зависна од биолошких ефеката радијације, насупрот физичким аспектима, које карактеше апсорбована доза, која се мери у грејима. Сиверт је важан у дозиметрији и заштити од зрачења, а име је добио по Ролфу Максимилијану Сиверту, шведском медицинском физичару познатом по раду на мерењу дозе зрачења и истраживању биолошких ефеката зрачења.
Сиверт се користи за количине дозе зрачења као што су еквивалентна доза и ефективна доза, које представљају ризик од спољног зрачења из извора ван тела, и предана доза која представља ризик од унутрашњег зрачења услед удисања или уноса радиоактивних супстанци. Сиверт је намењен представљању стохастичког здравственог ризика, који се за процену дозе зрачења дефинише као вероватноћа рака изазваног зрачењем и генетског оштећења. Један сиверт носи са собом 5,5% шансе да се евентуално развије фатални рак на основу линеарног модела без прага.
Да би се омогућило разматрање стохастичког здравственог ризика, извршени су прорачуни за претварање апсорбоване физичке количине у еквивалентну дозу и ефективну дозу, чији детаљи зависе од врсте зрачења и биолошког контекста. За примену у заштити од зрачења и дозиметријској процени, Међународна комисија за радиолошку заштиту (ICRP) и Међународна комисија за радијационе јединице и мерења (ICRU) објавиле су препоруке и податке који се користе за њихово израчунавање. Они су под сталним разматрањем, а препоручене промене се објављују у формалним „Извештајима“ тих тела.
Конвенционално, сиверт се не користи за велике дозе зрачења које производе детерминистичке ефекте, што је тежина акутног оштећења ткива које ће се сигурно догодити, као што је синдром акутног зрачења; ови ефекти се упоређују са физичком количином апсорбоване дозе мерене јединицом греј (Gy).
Један сиверт је једнак 100 рем. Рем је старија мерна јединица која није део СИ.

## Дефиниција

### дефиниција сиверта
СИ дефиниција коју даје Међународни комитет за тегове и мере (CIPM) наводи:
„Количински еквивалент дозе H је производ апсорбоване дозе D јонизујућег зрачења и бездимензионалног фактора Q (фактор квалитета) дефинисаног као функција линеарног преноса енергије од стране “
Вредност Q није даље дефинисана од стране CIPM, али захтева употребу релевантних препорука CIPM да би се обезбедила ова вредност.
CIPM такође наводи да „да би се избегла опасност од забуне између апсорбоване дозе D и дозног еквивалента H, требало би користити засебна имена за одговарајуће јединице, односно назив греј користити уместо џула по килограму за јединицу апсорбоване дозе D и назив сиверт уместо џула по килограму за јединицу дозе еквивалентне  H".
Укратко:
Греј – quantity D - апсорбована доза
1  = 1 џул/килограм – физичка количина. 1  је депозит џула енергије зрачења по килограму материје или ткива.
Сиверт – quantity H - дозни еквивалент
1  = 1 џул/килограм – биолошки ефекат. Сиверт представља еквивалентни биолошки ефекат депоновања џула енергије зрачења у килограму људског ткива. Еквиваленција апсорбоване дозе означава се са Q.
ICRP дефиниција сиверта је:
"Сиверт је посебно име за СИ јединицу еквивалентне дозе, ефективне дозе и оперативне дозне. Јединица је џул по килограму."
Сиверт се користи за бројне дозне количине које су описане у овом чланку и део су међународног система радиолошке заштите који су осмислили и дефинисали ICRP и ICRU.

## Дозе јонизујућег зрачења
Дозе јонизујућег зрачења означавају количину предане енергије јонизујућег зрачења одређеној маси материје. Наиме, јонизујући зрак пролазећи кроз материју се судара с атомима и предаје им своју енергију, што за последицу има јонизацију атома, односно молекула.

### Апсорбована доза
Апсорбована доза (скраћено доза; D) је количина енергије јонизујућег зрачења коју апсорбује материја на коју зрачење делује. Апсорбована доза се означава у Gy (греј; Gy = J/kg). један греј (Gy) представља 1 J (џул) енергије коју је јонизујуће зрачење предало 1 килограму (kg) материје. Учинци зависе понајвише од апсорбоване енергије и особина материје која је енергију апсорбовала. Ради познавања историје и проучавања старије литературе ваља навести да је пре увођења СИ јединица, јединица за апсорбовану дозу била rad (енгл. Radiation Absorbed Dose). При томе 1 Gy = 100 rad. Стога је rad 100 пута мања јединица од Gy. Апсорбована доза се може мерити на више начина, мада се у пракси не мери, него се податак о апсорбованој дози добија познавањем или одређивањем експозиције.

### Експозиција
Експозиција је збир електричних набоја свих јона истог набоја створених у јединици масе твари при проласку рендгенских или гама зрака. Скраћеница за експозицију је X, а јединица за експозицију је C/kg (кулон по килограму). C/kg је она количина рендгенских или гама зрачења која ће у kg материје (ваздуху) створити јоне укупног набоја од 1 кулона. Јединица експозиције изван СИ система је рендген (R); 1C/kg = 3867 R.
Брзина експозиције је експозиција по јединици времена и изражава се као (C/kg)/s = C/(kgs).

### Еквивалентна доза или дозни еквивалент
Како апсорбована доза, у различитим условима, не изражава довољно прецизно тежину штетних учинака зрачења на организам, уведен је појам еквивалентне дозе (еквивалентан - једнакомеран, истог значаја). Еквивалентна доза или дозни еквивалент (H, енг. RBE – Relative Biological Effectiveness) је једнака умношку апсорбоване дозе (D), фактора квалитета (Q), и производа осталих чиниоца (N). Јединица за еквивалентну дозу је Sv (сиверт), Sv = J/kg).
Дакле:
H = D x Q x N
где је: H - еквивалентна доза или дозни еквивалент у Sv (сиверт; Sv = J/kg), D - апсорбована доза Gy (греј; Gy = J/kg), Q - фактор квалитета је фактор којим је потребно помножити апсорбовану дозу (D) како би изразила штета нанесена озраченим јединкама било којом врстом јонизујућег зрачења. Q зависи од линеарног преноса енергије (ЛПЕ) појединих врста зрака, N - производ свих осталих модификацијских чиниоца, за сада се узима N = 1.
Потребно је споменути стару јединицу за дозни еквивалент. То је био rem (енг. Rentgen Equivalent for Men). 1Sv = 100 rem или rem је сто пута мања јединица од Sv.
Оквирно, мале дозе зрачења су до 0,2 Gy гама зрачења. Када се ради о учинцима малих доза јонизационог зрачења, није довољно познавати само D, него треба знати о којој врсти јонизационог зрачења се ради. Наиме, учинци неће бити исти ако је D исто, а различито је јонизационо зрачење, јер је различит линеарни пренос енергије, те је различито Q.

#### Фактор квалитета Q
Ако нека честица преда 3,5 MeV при 1 микрометар пређеног пута, онда ће њен фактор квалитета бити 1. Ако се више енергије предаје, Q ће бити већи и обрнуто.
Q =1  (LPE = 5,6 x 10-7 J/m)
Ефективни фактор квалитета (G) за поједине врсте зрачење износи:
- рендгенско зрачење, гама-зрачење, бета-честице, електрони, позитрони: G = 1
- Фотони, све енергије : Q = 1
- Електрони и муони, све енергије : Q = 1
- Неутрони
  - енергија < 10 keV : Q = 5
  - 10 keV < енергија < 100 keV : Q = 10
  - 100 keV < енергија < 2  : Q = 20
  - 2  < енергија < 20  : Q = 10
  - енергија > 20  : Q = 5
- Протони, енергија > 2  : Q = 5
- Алфа честице и остале честице атомског језгра : Q = 20

Ако се у један организам унисе радионуклид, гама-честице дозе 1 Gy, а у други организам унесе радионуклид алфа-честице исте дозе (1 Gy) учинци ће бити већи (око 10 пута) код животиње која је апсорбовала 1 Gy алфа честице.

### Еквивалентна доза
Еквивалентна доза за ткиво се рачуна тако што се апсорбована доза множи са фактором квалитета Q, који зависи од типа радијације, и са другим фактором N, који зависи од свих осталих битних фактора. N зависи од тога који део тела је изложен радијацији, од времена и запремине над којом се доза проширила, чак и од врсте бића. Фактор квалитета и N фактор стварају фактор тежења радијације, rW.
Како би се избегли ризици забуне између апсорбоване и еквивалентне дозе, морају да се користе одговарајуће јединице, наиме греј уместо џула по килограму за апсорбовану дозу и сиверт уместо џула по килограму за еквивалентну дозу.
1 Sv је једнак са 100 рема. Ако су Q и N једнаки 1, онда 1 Sv ≈ 107.185 R.
Милисиверт (mSv) се често користи да измери ефективну дозу у дијагностичким медицинским процедурама (нпр. Икс-зраци, нуклеарна радијација, томографија). Стопа ефективне дозе природне радијације варира значајно од места до места, али је нормално око 3,5 mSv/година.
За еквивалентну дозу целог тела, 1 Sv изазива промене у крви, 2-5 Sv изазива мучнину, губитак косе, унутрашње крварење и у доста случајева изазива смрт. Више од 6 Sv за мање од два месеца доводи до смрти у више од 80% случајева, а преко 4 Sv највероватније изазва смрт.
Колективна доза којој је становништво изложено се мери у „мен-сивертима“ (man.Sv).

### Ефективна еквивалентна доза
Ефективна еквивалентна доза – EED (H = Σ Wt Ht) се односи за поједина ткива. Ht је средња еквивалентна доза у ткиву t. Свако ткиво има своју еквивалентну дозу. Wt је тежински фактор, односно фактор ризика за ткиво t. Wt представља удео штетности стохастичких учинака која се развија у ткиву t, а у односу на цели организам.
Зрачење уз одмах видљиве учинке изазива и касне учинке који се могу исказати и више година након престанка зрачења. То су стохастички учинци (енг. stochastic – који се не могу предвидети) - касне промене настале као последица зрачења; карциноми, леукемија, генетске промене. При томе се не ради о великим дозама зрачења које могу изазвати видљива оштећења, већ о малим дозама.
Када је озрачено цело тело онда је ризик (штетност) од стохастичких учинака 1 (100%). Фактор ризика – тежински фактор за поједине делове тела (ICRP 1977.):
- цело тело: Wt =1
- јајник, тестис: Wt = 0,25 (25%)
- коштана срж: Wt = 0,12 (12%)
- површина костију: Wt = 0,03 (3%)
- штитна жлезда: Wt = 0,03 (3%)
- груди: Wt = 0,15 (15%)
- плућа: Wt = 0,12 (12%)
- остала ткива: Wt = 0,30 (30%)

На пример ако цело тело (сва ткива) буду контаминирана зрачењем интензитета 1 Sv, ризик од стохастичких учинака ће бити 1 (100%). А, ако се човек пијући млеко контаминирао с јодом-131 и ако је само штитна жлезда примила дозу од и 1 Sv штета (опасност од штете) ће бити таква као да је цели организам примио дозу од 0,03 Sv. Ту се дозу добија тако што се дозу контаминације штитњаче помножи с тежинским фактором.
За сваки организам је потребно израчунати еквивалентну дозу. Еквивалентна доза потпуније показује колика је стварна опасност од штета које зрачење изазива (еквивалентна доза = доза зрачења x фактор квалитета зрачења).
Еквивалентна доза се односи само на спољашње зрачење. ICRP (engl. International Commission for Radioactivity Protection) препоруке за границе еквивалентних доза на годину:
- професионално озрачење: 50 mSv
- озрачење појединца: 5 mSv
- озрачење становништва: 1 mSv

Ефективна еквивалентна доза је већа јер се радионуклиди уносе у организам храном, водом, ваздухом и уграђују се у тело. Неки радионуклиди се уграде у кости, неки у плућа; сваки део тела је озрачен, али не једнако. Постоји правилник о заштити од јонизационог зрачења који је донијела ICRP.

## Примери еквивалентних доза

### Једнодневне еквивалентне дозе
Симптоми еквивалентних доза примљених у једном дану:
- 0 до 0,25 Sv: нема симптома;
- 0,25 до 1 Sv: неки људи осете мучнину и губитак апетита; настају оштећења коштане сржи, лимфних чворова и слезене;
- 1 до 3 Sv: средња до тешка мучнина, губитак апетита, заразе (инфекције); тежа оштећења коштане сржи, лимфних чворова и слезене; опоравак није сигуран
- 3 до 6 Sv: тешка мучнина, губитак апетита, унутарња крварења, заразе (инфекције), проливи, љуштење коже, стерилност и смрт ако се не лечи;
- 6 до 10 Sv: сви горњи симптоми и додатно оштећење централног живчаног система; најверојатнија смрт;
- изнад 10 Sv: одузетост (парализа) и смрт

### Примери једноструких еквивалентних доза
- зубна радиографија: 0,005 mSv[10]
- просечна еквивалентна доза унутар 16 km удаљености од несреће на острву Три миље: 0,08 mSv за време несреће[11]
- мамографија – једноструко излагање (средња еквивалентна доза): 2 mSv[12]
- мамографија – целокупно излагање (с променљивом еквивалентном дозом): 2 mSv
- Компјутеризована томографија мозга или ЦТ мозга: 0,8 до 5 mSv[13]
- рачунарска томографија прсног коша или ЦТ прсног коша: 6 до 18 mSv
- рендгенско проучавање пробавних органа: 14 mSv
- препорука Међународног савета за радиолошку заштиту као граница за добровољно суделовање у нуклеарним несрећама: 500 mSv[14]
- препорука Међународног савета за радиолошку заштиту (енгл. International Commission on Radiological Protection) као граница приликом спашавања преживелих и тешко настрадалих: 1000 mSv = 1 Sv

### Једносатна еквивалентна доза
Примери еквивалентних доза примљених у једном сату:
- просечна појединачна еквивалентна доза због позадинског зрачења: 0,23 μSv/h (0,00023mSv/h);
- еквивалентна доза на дан 25. маја 2011. године, за време несреће на нуклеарној електрани Фукушима I: 1,6 μSv/h (14 mSv/годину); те исти дан у Токију: 0,062 μSv/h (0,54 mSv/годину)
- највећа забележена еквивалентна доза за време несреће у нуклеарној електрани Фукушима I: 266 Sv/h (у окружењу нуклеарног реактора I на дан 3. јула 2011.)[15]
- највећа забележена еквивалентна доза у Финској за време Чернобиљске несреће: 5 µSv/h[16]
- мерења након несреће на нуклеарној електрани Фукушима I: већа од 10 Sv/h (унутар вентилационог отвора између нуклеарног реактора I и II (мерни инструмент је могао мерити само до 10 Sv/h !)[17]

### Годишња еквивалентна доза
Примери еквивалентних доза примљених у једној години:
- највећа дозвољена еквивалентна доза за јавност створена било каквом људском активношћу: 1 mSv/годину[18]
- еквивалентна доза за становање у близини нуклеарних електрана: 0,0001–0,01 mSv/годину[19][20]
- еквивалентна доза за становање у близини термоелектрана на угљен: 0,0003 mSv/годину
- еквивалентна доза код спавања (8 сати) у близини друге особе: 0,02 mSv/годину
- еквивалентна доза због космичког зрачења (из атмосфере) на нивоу мора: 0,24 mSv/годину
- еквивалентна доза због космичког зрачења (с површине Земље): 0,28 mSv/годину
- еквивалентна доза због природне радиоактивности (калијум-40, угљеник-14) људског тела: 0,40 mSv/годину
- еквивалентна доза у близини зграде Конгреса САЂа (гранит): 0,85 mSv/годину[21]
- просечна појединачна еквивалентна доза због позадинског зрачења: 2 mSv/годину (1,5 mSv/годину у Аустралији, 3 mSv/годину у САД)
- еквивалентна доза због атмосферског утицаја (углавном радон): 2 mSv/годину[22]
- укупна еквивалентна доза у САД: 6,2 mSv/годину[23]
- лет авионом на линији Њујорк-Токио (за посаду): 9 mSv/годину
- тренутна просечна еквивалентна доза за раднике у нуклеарним електранама: 20 mSv/годину
- просечна еквивалентна доза због позадинског зрачења у неким деловима Ирана, Индије и Европе: 50 mSv/годину
- еквивалентна доза због пушења 30 цигарета на дан: 60 до 160 mSv/годину[24]
- просечна еквивалентна доза у граду Рамсару (Иран): 260 mSv/годину.

### Неки примери еквивалентне дозе
- мерило за исељење из опасног подручја након Чернобиљске несреће: 350 mSv/човеку;
- тренутна просечна еквивалентна доза за раднике у нуклеарним електранама је 20 mSv/годину, у просеку за 5 година, али највећа допуштена еквивалентна доза је 50 mSv у једној години;[25]
- гранична еквивалентна доза у близини рудника уранијума и нуклеарних електрана је обично 1 mSv/godinu;
- гранична еквивалентна доза за раднике за време несреће у нуклеарној електрани Фукушима I: 250 mSv[26]

### вредности
Ево неких N вредности за органе и ткива:
- Гонаде: N = 0,20
- Коштана срж, дебело црево, плућа, желудац: N = 0,12
- Бешика, мозак, груди, бубрег, јетра, мишићи, једњак, гуштерача, танко црево, слезина, штитна жлезда, материца: N = 0,05
- Површина костију, кожа: N = 0,01

И за остале организме, у вези са људима:
- Вируси, бактерије, протозое: N ≈ 0,03 – 0,0003
- Инсекти: N ≈ 0,1 – 0,002
- Мекушци: N ≈ 0,06 – 0,006
- Биљке: N ≈ 2 – 0,02
- Рибе:  ≈ 0,75 – 0,03
- Водоземци: N ≈ 0,4 – 0,14
- Гмизавци: N ≈ 1 – 0,075
- Птице: N ≈ 0,6 – 0,15
- Људи:  = 1

## Количине јонизујућег зрачења
Следећа табела приказује количине зрачења у СИ и не-СИ јединицама:
| Количина             | Јединица                   | Симбол | Деривација | Година | СИ еквивалент |
| -------------------- | -------------------------- | ------ | ---------- | ------ | ------------- |
| Активност (A)        | бекерел                    |        | −1         | 1974   | СИ јединица   |
| Активност (A)        | кири                       |        |            | 1953   | 3,7×10 Bq     |
| Активност (A)        | радерфорд                  |        |            | 1946   | 1.000.000 Bq  |
| Излагање (X)         | кулон по килограму         |        | −1 ваздуха | 1974   | СИ јединица   |
| Излагање (X)         | рентген                    |        | ваздуха    | 1928   | 2.58 × 10−4   |
| Апсорбована доза ()  | греј                       |        |            | 1974   | СИ јединица   |
| Апсорбована доза ()  | ерг по граму               |        |            | 1950   |               |
| Апсорбована доза ()  |                            |        |            | 1953   | 0,010 Gy      |
| Еквивалентна доза () | сиверт                     |        |            | 1977   | СИ јединица   |
| Еквивалентна доза () | рендгенски еквивалент људи |        |            | 1971   | 0,010 Sv      |
| Ефективна доза ()    | сиверт                     |        |            | 1977   | СИ јединица   |
| Ефективна доза ()    | рендгенски еквивалент људи |        |            | 1971   | 0,010 Sv      |

Иако Комисија за нуклеарну регулацију Сједињених Држава дозвољава употребу јединица кири, рад и рем заједно са СИ јединицама, европске директиве о јединицама мере захтевале су да се њихова употреба у „јавне здравствене ... сврхе” укине до 31. децембра 1985.

### Рем еквиваленција
Старија јединица за еквивалент дозе је рем, која се још увек користи у Сједињеним Државама. Један сиверт је једнак 100 рем:
| 100,0000 | = | 100.000,0 | = | 1 | = | 1,000000 | = | 1000,000 | = | 1.000.000 |
| 1,0000   | = | 1000,0    | = | 1 | = | 0,010000 | = | 10,000   | = | 10000     |
| 0,1000   | = | 100,0     | = | 1 | = | 0,001000 | = | 1,000    | = | 1000      |
| 0,0010   | = | 1,0       | = | 1 | = | 0,000010 | = | 0,010    | = | 10        |
| 0,0001 rem  | = | 0,1 mrem      | = | 1 | = | 0,000001 | = | 0,001 mSv   | = | 1         |

## Историја
Еквивалентна доза се пре рачунала према изразу:
H = D x Q x N
где је: H - еквивалентна доза или дозни еквивалент у Sv (sivert; Sv = J/kg), D - апсорбована доза Gy (grej; Gy = J/kg), Q - фактор квалитета је фактор којим се треба помножити апсорбовану доза (D) како би се сазнало колика је штета нанесена озраченим јединкама било којом врстом јонизујућег зрачења. Q зависи од линеарног преносу енергије (ЛПЕ) појединих врста зрака, N - производ свих осталих модификацијских чиниоца, за сада се узима N = 1.
У данашње време је тај израз поједностављен:
{\displaystyle H=W_{R}\cdot D}.
Тежински фактор (понекад се назива и фактор квалитета) се одређује зависно од врсте радиоактивног зрачења и енергетском подручју зрачења:
{\displaystyle H_{T}=\sum _{R}W_{R}\cdot D_{T,R}\ ,}
где је:
HT - еквивалентна доза апсорбована неким ткивом T
DT,R - апсорбирана доза у ткиву T због врсте радијације R
WR - тежински фактор који се одређује на основу следеће таблице
| Врста радијације и ниво енергије                              | Врста радијације и ниво енергије              | WR              |
| ------------------------------------------------------------- | --------------------------------------------- | --------------- |
| електрони, миони, фотони (сви нивои енергија)                 | електрони, миони, фотони (сви нивои енергија) | 1               |
| протони и наелектрисани пиони                                 | протони и наелектрисани пиони                 | 2               |
| алфа-честице, фисиони фрагменти, тешки јони                   | алфа-честице, фисиони фрагменти, тешки јони   | 20              |
| неутрони (као функција линијског преноса енергије L u keV/μm) | L < 10                                        | 1               |
| неутрони (као функција линијског преноса енергије L u keV/μm) | 10 ≤ L ≤ 100                                  | 0,32·L − 2.2    |
| неутрони (као функција линијског преноса енергије L u keV/μm) | L > 100                                       | 300 / корен (L) |

Тако би на пример апсорбована доза од 1 Gy због алфа-честица била једнака као еквивалентна доза од 20 Sv. Највећа вредност се добије 30 Sv, због деловања неутрона са L = 100 keV/μm.